# Just Give Me a Reason
"Just Give Me a Reason" là một bài hát của nghệ sĩ thu âm người Mỹ Pink hợp tác với giọng ca chính của ban nhạc fun. Nate Ruess nằm trong album phòng thu thứ sáu của cô, The Truth About Love (2012). Nó được phát hành như là đĩa đơn thứ ba trích từ album vào ngày 26 tháng 2 năm 2013 bởi RCA Records. Bài hát được viết lời bởi hai nghệ sĩ với Jeff Bhasker, người cũng đồng thời chịu trách nhiệm sản xuất nó. Đây là một bản pop ballad với nội dung đề cập đến việc mong muốn níu giữ lại một mối quan hệ ngay cả khi nó dường như đã bị phá vỡ và không còn nguyên vẹn như trước, được lấy cảm hứng từ chính mối quan hệ tình cảm giữa Pink và người chồng của cô là tay đua Carey Hart vốn đã nhiều lần tan vỡ và tái hợp, trước khi cả hai chính thức trở lại vào năm 2010. Trong quá trình viết lời cho "Just Give Me a Reason", nữ ca sĩ nhận ra rằng bài hát cần một người hát chung bởi nội dung của nó giống như một cuộc trò chuyện hơn là một bản nhạc về quan điểm, và sau đó cô đã liên hệ với Ruess và thiết lập nó như một bản song ca.
Sau khi phát hành, "Just Give Me a Reason" nhận được những phản ứng tích cực từ các nhà phê bình âm nhạc, trong đó họ đánh giá cao chất giọng của Pink và Reuss cũng như gọi đây là bản nhạc xuất sắc nhất từ The Truth About Love. Bài hát cũng gặt hái những thành công ngoài sức tưởng tượng về mặt thương mại với việc đứng đầu các bảng xếp hạng ở hơn 20 quốc gia, bao gồm nhiều thị trường lớn như Úc, Áo, Canada, Đức, Ireland, Ý, Hà Lan, New Zealand và Thụy Điển, và lọt vào top 10 ở hầu hết những quốc gia nó xuất hiện, trong đó vuơn đến top 5 ở Đan Mạch, Phần Lan, Pháp, Na Uy, Tây Ban Nha, Thụy Sĩ và Vương quốc Anh. Tại Hoa Kỳ, "Just Give Me a Reason" đạt vị trí số một trên bảng xếp hạng Billboard Hot 100 trong ba tuần liên tiếp, trở thành đĩa đơn quán quân thứ tư của Pink và đầu tiên của Ruess dưới cương vị nghệ sĩ hát đơn, và đã tiêu thụ được hơn bốn triệu bản tại đây. Tính đến năm 2013, nó đã bán được hơn 9.9 triệu bản trên toàn cầu, trở thành đĩa đơn bán chạy thứ tư trong năm và là một trong những đĩa đơn bán chạy nhất mọi thời đại.
Video ca nhạc cho "Just Give Me a Reason" được đạo diễn bởi Diane Martel với sự tham gia góp mặt từ Ruess và Hart, trong một khung cảnh lãng mạn giống như một đầm lầy nhân tạo. Nó đã nhận được ba đề cử tại giải Video âm nhạc của MTV năm 2013 cho Video xuất sắc nhất của nữ ca sĩ, Biên tập xuất sắc nhất và Hợp tác xuất sắc nhất, và chiến thắng một giải sau. Để quảng bá bài hát, Pink đã trình diễn "Just Give Me a Reason" trên nhiều chương trình truyền hình và lễ trao giải lớn, bao gồm giải Grammy lần thứ 56 cũng như trong tất cả những chuyến lưu diễn trong sự nghiệp của cô. Kể từ khi phát hành, nó đã được hát lại và sử dụng làm nhạc mẫu bởi nhiều nghệ sĩ, như Charlie Puth, Sam Tsui và dàn diễn viên của Glee. Ngoài ra, bài hát còn gặt hái nhiều giải thưởng và đề cử tại những lễ trao giải lớn, bao gồm giải Sự lựa chọn của Giới trẻ, giải Sự lựa chọn của Công chúng và giải thưởng Âm nhạc Thế giới cũng như hai đề cử giải Grammy cho Bài hát của năm và Trình diễn song tấu hoặc nhóm nhạc pop xuất sắc nhất tại lễ trao giải thường niên lần thứ 56.

## Danh sách bài hát
Tải kĩ thuật số
1. "Just Give Me a Reason" - 4:02

Đĩa CD tại Đức
1. "Just Give Me a Reason" - 4:02
2. "Are We All We Are" (trực tiếp từ Los Angeles) - 3:53

## Thành phần thực hiện
Thành phần thực hiện được trích từ ghi chú của The Truth About Love, RCA Records.
Thu âm và phối khí
- Thu âm tại Earthstar Creation Center, Venice, California.

Thành phần
- Pink - viết lời, hát
- Nate Ruess - viết lời, hát
- Jeff Bhasker - viết lời, sản xuất, đàn phím, đàn synthesizer và lập trình
- Anders Mouridsen - guitar
- John X. Volaitis - thu âm
- Toni Maserati - phối khí
- Justin Hergett - trợ lý phối khí
- James Krausse - trợ lý phối khí

## Xếp hạng
| Bảng xếp hạng (2013)                  | Vị trí cao nhất |
| ------------------------------------- | --------------- |
| Úc (ARIA)                             | 1               |
| Áo (Ö3 Austria Top 40)                | 1               |
| Bỉ (Ultratop 50 Flanders)             | 2               |
| Bỉ (Ultratop 50 Wallonia)             | 3               |
| Brazil (Hot Pop Songs)                | 1               |
| Canada (Canadian Hot 100)             | 1               |
| Cộng hòa Séc (Rádio Top 100)          | 1               |
| Đan Mạch (Tracklisten)                | 3               |
| Châu Âu (Euro Digital Songs)          | 1               |
| Phần Lan (Suomen virallinen lista)    | 4               |
| Pháp (SNEP)                           | 4               |
| Đức (Official German Charts)          | 1               |
| Hungary (Rádiós Top 40)               | 12              |
| Ireland (IRMA)                        | 1               |
| Israel (Media Forest)                 | 2               |
| Ý (FIMI)                              | 1               |
| Hà Lan (Dutch Top 40)                 | 1               |
| Hà Lan (Single Top 100)               | 1               |
| New Zealand (Recorded Music NZ)       | 1               |
| Na Uy (VG-lista)                      | 2               |
| Ba Lan (Polish Airplay Top 5)         | 1               |
| Bồ Đào Nha (Billboard)                | 1               |
| Scotland (OCC)                        | 1               |
| Slovakia (Rádio Top 100)              | 1               |
| Slovenia (SloTop50)                   | 4               |
| Tây Ban Nha (PROMUSICAE)              | 5               |
| Thụy Điển (Sverigetopplistan)         | 1               |
| Thụy Sĩ (Schweizer Hitparade)         | 2               |
| Anh Quốc (OCC)                        | 2               |
| Hoa Kỳ Billboard Hot 100              | 1               |
| Hoa Kỳ Adult Contemporary (Billboard) | 1               |
| Hoa Kỳ Adult Pop Airplay (Billboard)  | 1               |
| Hoa Kỳ Pop Airplay (Billboard)        | 1               |
| Hoa Kỳ Rhythmic (Billboard)           | 39              |

| Bảng xếp hạng (2013)                 | Vị trí |
| ------------------------------------ | ------ |
| Australia (ARIA)                     | 6      |
| Austria (Ö3 Austria Top 40)          | 6      |
| Belgium (Ultratop 50 Flanders)       | 15     |
| Belgium (Ultratop 50 Wallonia)       | 18     |
| Canada (Canadian Hot 100)            | 3      |
| Denmark (Tracklisten)                | 7      |
| Finland (Suomen virallinen lista)    | 7      |
| France (SNEP)                        | 16     |
| Germany (Official German Charts)     | 12     |
| Israel (Media Forest)                | 13     |
| Ireland (IRMA)                       | 5      |
| Italy (FIMI)                         | 5      |
| Moldova (Media Forest)               | 5      |
| Netherlands (Dutch Top 40)           | 7      |
| Netherlands (Single Top 100)         | 4      |
| New Zealand (Recorded Music NZ)      | 4      |
| Slovenia (SloTop50)                  | 9      |
| Spain (PROMUSICAE)                   | 19     |
| Sweden (Sverigetopplistan)           | 13     |
| Switzerland (Schweizer Hitparade)    | 8      |
| UK Singles (Official Charts Company) | 8      |
| US Billboard Hot 100                 | 7      |
| US Adult Contemporary (Billboard)    | 2      |
| US Adult Top 40 (Billboard)          | 2      |
| US Pop Songs (Billboard)             | 11     |
| Worldwide (IFPI)                     | 4      |
| Bảng xếp hạng (2014)                 | Vị trí |
| Slovenia (SloTop50)                  | 47     |
| US Adult Contemporary (Billboard)    | 22     |

| Bảng xếp hạng                        | Vị trí |
| ------------------------------------ | ------ |
| UK Singles (Official Charts Company) | 253    |
| US Adult Top 40 (Billboard)          | 36     |

## Chứng nhận
| Quốc gia                                                                           | Chứng nhận  | Số đơn vị/doanh số chứng nhận |
| ---------------------------------------------------------------------------------- | ----------- | ----------------------------- |
| Úc (ARIA)                                                                          | 8× Bạch kim | 560.000^                      |
| Áo (IFPI Áo)                                                                       | Bạch kim    | 30.000*                       |
| Bỉ (BEA)                                                                           | Bạch kim    | 30.000*                       |
| Canada (Music Canada)                                                              | 6× Bạch kim | 499,000                       |
| Đan Mạch (IFPI Đan Mạch)                                                           | Bạch kim    | 30,000^                       |
| Pháp (SNEP)                                                                        | Vàng        | 75,000*                       |
| Phần Lan (Musiikkituottajat)                                                       | Vàng        | 33,024                        |
| Đức (BVMI)                                                                         | 3× Vàng     | 750.000^                      |
| Ý (FIMI)                                                                           | 3× Bạch kim | 90.000*                       |
| México (AMPROFON)                                                                  |             | 210,000*                      |
| New Zealand (RMNZ)                                                                 | 3× Bạch kim | 45.000*                       |
| Tây Ban Nha (PROMUSICAE)                                                           | Vàng        | 20.000*                       |
| Thụy Điển (GLF)                                                                    | 3× Bạch kim | 60.000‡                       |
| Thụy Sĩ (IFPI)                                                                     | 2× Bạch kim | 60.000^                       |
| Anh Quốc (BPI)                                                                     | 2× Bạch kim | 1.200.000‡                    |
| Hoa Kỳ (RIAA)                                                                      | 2× Bạch kim | 4,800,000                     |
| Venezuela (APFV)                                                                   | 2× Bạch kim | 20,000^                       |
| Trực tuyến                                                                         |             |                               |
| Đan Mạch (IFPI Đan Mạch)                                                           | 3× Bạch kim | 5,400,000^                    |
| Tây Ban Nha (PROMUSICAE)                                                           | Vàng        | 4,000,000*                    |
| * Chứng nhận dựa theo doanh số tiêu thụ. ^ Chứng nhận dựa theo doanh số nhập hàng. |             |                               |